# Dyspareunie
Dyspareunie, pijn bij het vrijen of coitus torminosus is een seksuele disfunctie die bestaat uit een terugkerende of aanhoudende genitale pijn die samengaat met de coïtus. Dit kan het resultaat zijn van een somatische aandoening, maar kan ook een psychische oorzaak hebben. De aandoening komt zowel bij mannen als bij vrouwen voor.

## Soorten dyspareunie
Dyspareunie wordt ingedeeld in primair (pijn vanaf de eerste geslachtsgemeenschap) of secundair (later opgetreden), en in oppervlakkig of diepe pijn. Bij oppervlakkige dyspareunie bij vrouwen wordt pijn ervaren bij het naar binnengaan (penetratie) van de vagina, dit kan ook een symptoom zijn van vaginisme. Diepe dyspareunie is pijn diep in de vagina en/of onderbuik bij stoten, dit komt vaak door somatische afwijkingen.

## Prevalentie
Dyspareunieklachten komen voor bij 3 tot 18% van de vrouwen. Meestal gaat het om oppervlakkige dyspareunie.

## Oorzaken
Een veel voorkomende oorzaak voor pijnklachten bij geslachtsgemeenschap (coïtus) is vaginale atrofie. Omdat de vaginawand dan dunner is, kan deze makkelijk beschadigd worden. Bij vrouwen met het syndroom van Sjögren kunnen deze klachten zich voordoen als gevolg van uitgedroogde slijmvliezen. Andere somatische oorzaken zijn onder andere vaginale infecties, blaasontsteking of een allergische reactie op stoffen gebruikt voor intieme hygiëne. Ook kan er sprake zijn van vulvaire vestibulitis, ook wel focale vulvitis. Hierbij is elke aanraking van het gebied pijnlijk (bijvoorbeeld door strakke kleding of fietsen).
De bekkenbodem kan een grote rol spelen bij dyspareunie. Allerlei spanningen, ook niet-seksuele, kunnen zich vertalen in een verhoogde spierspanning van de bekkenbodemspieren met pijn in het perineum of scrotum tot gevolg. Door een verhoogde spierspanning kan de introïtus (ingang van de vagina) vernauwd zijn, waardoor penetratie pijn teweegbrengt. Bij een volgende poging tot penetratie zal de vrouw door deze ervaring al bang zijn dat de pijn weer gaat optreden, waardoor de mate van opwinding vermindert en de spierspanning toeneemt. Daardoor wordt de vaginale lubricatie (vochtigheid) verminderd en zal er meer mechanische wrijving optreden bij coïtus. Het slijmvlies van de vagina kan zo beschadigd raken, wat op zijn beurt weer pijn veroorzaakt. Dan ontstaat een vicieuze cirkel, die de klachten in stand houdt.

## Onderzoek
Een gesprek en lichamelijk onderzoek met een huisarts, gynaecoloog of bekkenfysiotherapeut kan de oorzaak van de klachten boven water brengen. Een uitgebreid vraaggesprek waarin aandacht wordt besteed aan de ernst, aard, locatie, duur van de klachten en impact ervan is belangrijk.
Lichamelijk onderzoek bestaat uit inspectie en palpatie van het perineum en vaginaal toucher. Hiermee kan worden beoordeeld of er al dan niet sprake is van vulvaire vestibulitis en wordt de bekkenbodemfunctie in kaart gebracht. Soms is aanvullend onderzoek nodig, zoals speculumonderzoek, echografie, laparoscopie of een fotoplethysmografie, zeker als een somatische oorzaak zoals endometriose of een tumor wordt vermoed.

## Behandeling
Na adequaat onderzoek kan behandeling worden ingezet. In veel gevallen zullen de pijnklachten verdwijnen. De behandeling kan bestaan uit (een combinatie van):
- Voorlichting.
- Het tot rust brengen van het gebied (tijdelijk coïtusverbod).
- Het voorschrijven van glijmiddelen.
- Medicamenteuze therapie, zoals verdovende zalven of corticosteroïdcrèmes, of bij vaginale atrofie lokaal aan te brengen oestrogeen in de vorm van een gel, crème of zetpil.[5] Een nadeel van behandeling met oestrogeen is dat deze een hormonaal proces op gang brengt waardoor er minder testosteron beschikbaar komt, zodat opgewonden raken problematischer wordt.[6]
- Seksuologische interventies onder begeleiding van een seksuoloog. Deze kunnen zowel individueel als samen met de partner plaatsvinden.
- Bekkenfysiotherapie, gericht op het verbeteren van de functie van de bekkenbodemspieren. Hierbij kunnen onder andere ontspanningsoefeningen, biofeedback en pelottes ingezet worden.